# 彭鑑
彭鑑（14世紀—15世紀），字方明，號拱宸，江西南康府建昌縣卜鄰里人，明朝政治人物。

## 生平
彭鑑是永樂十八年（1420年）舉人，次年（1421年）聯捷進士，獲授綦江知縣，為政平易近人，論及時事多稱旨。之後以能幹名聲陞任山東道監察御史，決獄詳細嚴明，憲政肅清，奉命清理直隸、山西、福建等處軍政，多所建樹，官吏畏威、軍民懷德，很快去世。翰林學士錢習禮為他寫下墓志，入祀鄉賢祠。

## 引用
1. 1 2  光緒《雲南府志·卷十二·人物志》：彭鑑，字方明，號拱宸，卜鄰里人，登進士，任四川綦江知縣，慈祥愷悌，陳論治道事多稱旨。以能名陞山東道監察御史，讞獄詳明，憲綱肅著，尋奉勅清理直隸、山西、福建等處軍政，多所建明，官吏畏威、軍民懷德，將大用以疾卒。翰林學士錢習禮表其墓，今崇祀鄉賢。 府志、陳志、張志稿
2. ↑  同治《安義縣志·卷七·選舉志》：永樂十八年庚子科（舉人） 彭鑑 進士，舊志悞入上科，今依省志改正